# آل رشيد (المحفد)

تعديل مصدري - تعديل

آل رشيد هي إحدى قرى عزلة المحفد بمديرية المحفد التابعة لمحافظة أبين، بلغ تعداد سكانها 85 نسمة حسب تعداد اليمن لعام 2004.